# 남자만의 병역의무 부과 사건
남자만의 병역의무 부과 사건(헌재 2010. 11. 25. 2006헌마328)은 병역법 제3조 제1항 등 위헌확인을 구하는 대한민국 헌법재판소 판례이다. 남성에게만 병역의무를 부과하는 것이 헌법상 보장된 평등권을 위반하는 것인지에 대해 헌법재판소는 각하, 기각 판결을 내렸다.

## 사실관계
청구인은 남성으로 병역의무를 위해 병으로 입대하였는데 남성에게만 병역의무를 부과하는 구 병역법 제3조 제1항 전문 및 제8조 제1항이 청구인의 평등권 등을 침해하여 헌법에 위반된다며 헌법소원심판을 청구하였다.

## 심판 대상
구 병역법 제3조(병역의무) (1) 대한민국 국민인 남자는 헌법과 이 법이 정하는 바에 의하여 병역의무를 성실히 수행하여야 한다
제8조(제1국민역에의 편입 및 편입대상자신고) (1) 대한민국 국민인 남자는 18세부터 제1국민역에 편입된다.

## 이유
집단으로서의 여자와남자는 국방의의무를 가질 자격이있으며 남자만을 징병검사의 대상이 되는 병역의무자로 정한 것이 자의적인 차별취급 이다 비교법적으로 보아도 징병제가 존재하는 70여개 나라 가운데 여성에게 병역의무를 부과하는 국가는 이스라엘 등 극히 일부 국가에 한정돼 있으며 그러한 국가도 남녀의 복무내용, 조건을 다르게 규정하고 있다는 점에서 병역법이 자의적 기준에 의한 것이라고 볼 수 있다

## 각하의견
민형기 재판관은 "해당 규정이 위헌으로 선언되더라도 종래 여자들이 병역의무를 부담하지 않던 혜택이 제거되는 것일 뿐 김씨와 같은 남자의 병역의무내용이나 범위에 어떤 영향을 미친다고 보기 어렵다"며 각하의견을 냈다.

## 위헌의견
차별의 합리성 여부
(2) 판단
(가) 남성과 여성은 전반적으로 다른 신체적 구조와 체력을 가지고 있고, 국방의무의 이행에 있어서도 이로 인한 차별취급은 당연히 용인되어야 한다. 그런데 병역법상의 병역의무 중 복무의 내용 자체가 신체적인 조건이나 능력과 직접 관계되는 것은 현역 복무와 상근예비역 및 승선근무예비역에 한정된다. 보충역이나 제2국민역의 경우 반드시 남성으로서의 신체적 능력이 필수적 전제가 된다고 보기는 어렵다. 그러므로 남성과 여성 간의 신체적 상이 및 그에 따른 사회적 역할의 차이를 고려하더라도, 이 사건 법률조항에 의하여 병역법상의 모든 국방의무를 남자에게만 부과하는 것은, 헌법상 규정된 국방의무의 부담에 있어서 남성과 여성을 합리적으로 차별한다고 볼 수 없다. 이는 오히려 과거에 전통적으로 남녀의 생활관계가 일정한 형태로 형성되어 왔다는 사실이나 관념에 기인하는 차별로 보이는바, 그러한 성역할에 관한 고정관념에 기초한 차별은 허용되지 않는 것이다.
(나) 한편 현재 국방의 의무를 구체화하고 있는 여러 법률들은 남자에 대하여 대부분의 의무를 부과하고, 여자는 소극적 지원에 그치게 함으로써 국방의무의 배분이 전체적으로 균형을 이루고 있다고 인정하기 어렵고, 나아가 남자에 대하여 병역의무의 이행에 따르는 기본권 제한을 완화시키거나 그 제한으로 인한 손실 및 공헌을 전보하여 주는 제도적 장치가 마련되어 있지도 않다.
다. 소결
결국 이 사건 법률조항이 대한민국 국민인 남자에게만 병역의무를 부과한 것은, 헌법상 국방의무를 합리적 이유없이 자의적으로 배분한 것으로서 남성의 평등권을 침해하므로 헌법에 위반된다.— 재판관 목영준의 반대의견

## 참고 문헌
- '남성에만 군복무' 병역법 관련규정 위헌여부 격론 "여성도 대체복무해야" "기계적 평등은 헌법에 배치" 법률신문 2009-07-12[깨진 링크(과거 내용 찾기)]
- 남성에게만 병역의무 부과한 병역법 합헌 법률신문 2010-11-26 [깨진 링크(과거 내용 찾기)]
- 양현아, 군대와 성평등, 경인문화사 2009.
- p 1009-1014, 김유향, 헌법중요판례 250, 윌비스, 2015.

## 같이 보기
- 미국 대 버지니아 사건 미국군사학교의 여성입학금지 정책에 대한 미국 연방대법원의 판례